# West Des Moines
West Des Moines är en stad (city) i Dallas County, Polk County, och  Warren County, i delstaten Iowa, USA. Enligt United States Census Bureau har staden en folkmängd på 57 909 invånare (2011) och en landarea på 99,9 km².

## Kända personer från West Des Moines
- Peter Hedges, författare och regissör